# Lut (islamisk profet)
Lut (arabiska: لوط , Lūt) är en profet som nämns ett flertal gånger i Koranen (huvudsakligen i verserna 11:69-83) och som även förekommer i Bibeln och Haggada under namnet Lot.
Enligt de islamiska traditionerna levde Lut i staden Ur i Mesopotamien och var brorson till patriarken Ibrahim (Abraham) och efterföljare av dennes rena monoteism (tawhīd). Lut utvandrade till Sodom i närheten av det nutida Döda havet, där han slog sig ned då han hade anförtrotts ett profetiskt budskap till dess invånare, de så kallade "Lots folk". I Koranen 7:80-82 och 29:28-29 väcker Lot sodomiternas vrede när han bland annat fördömer att de beter sig som stråtrövare samt deras öppet homosexuella handlingar. På grund av deras framhärdande i allsköns synd och trots mot den påbjudna moralen låter Gud städerna Sodom och Gomorra "kastas över ända". Enbart den rättfärdige Lot och hans familj visas nåd och skonas genom att varnas av änglar. För att undkomma måste de ge sig av innan gryningen. Lots hustru, som trots varningen inte förmår slita banden med den lastbara staden, vänder sig dock om under flykten eller "ser tillbaka" när den läggs i ruiner. Hon förvandlas då till en saltstod. Straffet mot detta svek i andligt avseende gentemot Lot, denne "Guds rättfärdige tjänare" beskrivs i Koranen 66:10 som ett "varnande exempel för dem som framhärdar i att förneka sanningen".
Koranen talar slutligen om att det gudomligt sanktionerade straffet mot Lots folk "efterlämnat spår som ett tydligt tecken för dem som använder sitt förstånd" (29:35). Detta anses vanligen anspela på Döda havet (ännu idag på arabiska känt som Bahr Lūt ("Lots hav")) som enligt legenden sägs täcka stora delar av det land där Sodom och Gomorra låg. Detta havsvattens halt av svavel och kaliumkarbonat är så hög att varken fisk eller växtliv kan förekomma där.
En väsentlig skillnad mellan den islamiska berättelsen om Lot och den bibliska är att det incestuösa förhållandet mellan honom och hans döttrar när han berusats med vin och som nämns i 1 Mosebok 19:30-38 ej förekommer i den islamiska versionen.